# Spellbound
Spellbound (en Argentina, Cuéntame tu vida; en España, Recuerda) es una película estadounidense de 1945 basada en la novela de 1927 The House of Dr. Edwardes, de Hilary St. George Saunders y John Palmer (con el seudónimo "Francis Beeding"). La película fue dirigida por Alfred Hitchcock, y contó con Ingrid Bergman y Gregory Peck como actores principales. 
Es especialmente conocida la escena onírica en la que los doctores intentan analizar los sueños del supuesto Dr. Edwards (Gregory Peck). Para esa escena, se encargaron los decorados a Salvador Dalí.

## Sinopsis
El director de una clínica psiquiátrica, el doctor Murchison (Leo G Carroll), va a ser sustituido por el doctor Edwards (Gregory Peck). En ese centro trabaja la doctora Constance Petersen (Ingrid Bergman), que se caracteriza por su dedicación psiquiátrica y por su carácter frío y distante. Cuando llega el apuesto doctor Edwards, Constance se enamora perdidamente de él. Pero nada es lo que parece: en realidad —su extraña actitud lo hacía intuir— ese tal Edwards es un enfermo mental que cree haber asesinado al verdadero doctor. El problema es que no recuerda nada, ni su nombre. Constance se propone entonces ayudarle a recuperar sus recuerdos tratando de recrear episodios decisivos de su vida.

## Argumento
La doctora Constance Petersen es psicoanalista en una clínica psiquiátrica de Vermont, acusada por un pretendiente fracasado de ser fría y carente de emociones. El director del establecimiento, el doctor Murchison, se ve obligado a jubilarse poco después de regresar de una ausencia debido a un agotamiento nervioso. Su sustituto, el apuesto doctor Anthony Edwards, resulta ser sorprendentemente joven. De manera poco habitual, Petersen se enamora inmediatamente de Edwards, quien le corresponde.
Mientras lo besa, Petersen se da cuenta de que Edwards tiene una peculiar fobia a los conjuntos de líneas paralelas sobre un fondo blanco, que aparecen en varias ocasiones. Petersen compara la firma de Edwards con una copia autografiada de uno de sus libros y, cuando no coinciden, se da cuenta de que es un impostor. Él le confía que ha matado al verdadero Edwards, que lo estaba tratando, y ha ocupado su lugar. Sufre de amnesia y no sabe quién es en realidad, pero deducen que es un médico cuando demuestra conocimientos médicos. Petersen cree que es un hombre inocente con un complejo de culpa. De la noche a la mañana, desaparece. La asistente de Edwards llega y revela que el que habló con ella por teléfono es un impostor y que el verdadero Edwards está siniestramente desaparecido.
Petersen rastrea al impostor hasta un hotel de la ciudad de Nueva York, donde se aloja bajo el seudónimo de "John Brown". A pesar de su insistencia en que se vaya, ella lo convence de que el psicoanálisis puede recuperar sus recuerdos. Los dos viajan a Rochester, Nueva York, y se quedan con el anciano Dr. Alexander Brulov, ex mentor y buen amigo de Petersen.
Los dos psicoanalistas interpretan un sueño que describe "Brown". Está jugando a las cartas en un club misterioso cuando una mujer escasamente vestida que se parece a Petersen empieza a besar a todos los presentes. Su compañero de juego, un hombre mayor, es acusado de hacer trampa y amenazado por el propietario enmascarado del club. La escena cambia y el hombre mayor está de pie en el precipicio de un tejado inclinado y se cae. El propietario se encuentra de pie detrás de una chimenea y deja caer una rueda que tenía en la mano. El sueño de "Brown" concluye con él siendo perseguido colina abajo por un gran par de alas.
La fobia de "Brown" a las líneas oscuras sobre blanco representa pistas de esquí en la nieve, y el hombre mayor de su sueño es el verdadero Edwards, que murió en un accidente de esquí. Deducen que el detalle de las alas representa el albergue de esquí de Gabriel Valley. "Brown" y Petersen viajan allí para recrear las circunstancias de la muerte de Edwards. Sin embargo, "Brown" teme que, si realmente fue el asesino de Edwards, pueda volver a matar impulsivamente en la misma situación.
Mientras esquían por la pendiente, "Brown" recuerda detalles de su vida anterior: tiene un complejo de culpa, arraigado en un accidente de la infancia en el que mató accidentalmente a su hermano al deslizarse por un pasamanos y empujarlo contra una verja con púas. También reconoce el acantilado donde cayó Edwards, y luego "Brown" recuerda su propio nombre real: John Ballantyne. Petersen y Ballantyne se reúnen más tarde con la policía, que encuentra el cuerpo de Edwards con las instrucciones de Ballantyne. Sin embargo, el cadáver tiene una herida de bala en la espalda. Ballantyne es arrestado, juzgado y condenado por asesinato.
Con el corazón roto, Petersen regresa al hospital. Murchison, una vez más el director, deja escapar que conocía a Edwards un poco y que no le gustaba, contradiciendo su declaración anterior de que nunca se habían conocido. Esto inspira a Petersen a reexaminar sus notas del sueño de Ballantyne: el propietario enmascarado representa a Murchison y la rueda representa un revólver. Murchison, por tanto, asesinó a Edwards y dejó el arma en la pista de esquí.
Petersen confronta a Murchison para probar su intuición y le hace admitir que el hombre del sueño probablemente le representa a sí mismo. Ella presenta su acusación y Murchison responde que tiene todos los detalles correctos excepto uno: él todavía tiene el revólver y lo apunta a ella. Con calma, Petersen señala que si bien podría alegar locura y obtener un cargo menor por el asesinato de Edwards, dispararle a sangre fría garantizaría su ejecución. Con el arma todavía apuntándola, ella sale de la oficina para llamar a la policía y Murchison gira el arma y se dispara a sí mismo.
En la escena final, Petersen y Ballantyne, ahora casados, reciben buenos deseos del Dr. Brulov antes de partir de luna de miel en Grand Central Terminal.

## Premios y candidaturas
| Premio                      | Categoría              | Candidatos        | Resultado |
| --------------------------- | ---------------------- | ----------------- | --------- |
| Premios Óscar               | Mejor película         | David O. Selznick | Candidato |
| Premios Óscar               | Mejor director         | Alfred Hitchcock  | Candidato |
| Premios Óscar               | Mejor actor de reparto | Michael Chekhov   | Candidato |
| Premios Óscar               | Mejor fotografía       | Georges Barnes    | Candidato |
| Premios Óscar               | Mejor música           | Miklós Rózsa      | Ganador   |
| Premios Óscar               | Mejor efectos visuales | Jack Cosgrove     | Candidato |
| Premios NYFCC               | Mejor actriz           | Ingrid Bergman    | Ganadora  |
| Festival de Cine de Venecia | León de Oro            | Alfred Hitchcock  | Candidato |